# Somatochlora williamsoni
Somatochlora williamsoni ist eine Smaragdlibellenart aus der Familie der Falkenlibellen (Corduliidae), die zu den Großlibellen (Anisoptera) gehören. Sie ist in Nordamerika beheimatet und wird dort „Williamson’s Emerald“ genannt.  Das Artepitheton ehrt den Entomologen Edward Bruce Williamson (1877–1933), einen Libellenexperten vom University of Michigan Museum of Zoology.

## Merkmale

### Bau der Imago
Die Imago von Somatochlora williamsoni misst zwischen 53 und 59 Millimeter, wovon 40 bis 48 Millimeter auf den Hinterleib (Abdomen) entfallen, was innerhalb der Gattung relativ groß ist. Das Abdomen ist auf dem ersten Segment behaart, ab Mitte des zweiten Segmentes unbehaart. Dazu kommt eine hellere Musterung des Abdomens, die sich wie folgt zusammensetzt: Drei hellgelbe Flecken befinden sich auf dem zweiten Segment. Die Flecken verschmelzen teilweise. Auf dem dritten Segment befinden sich die in der Gattung typischen Dreiecke. Das restliche Abdomen ist schwarz. Die Genitallappen der Männchen sind schwarz.
Der Teil des Brustkorbes (Thorax), an dem die Flügel ansetzen, der sogenannte Pterothorax ist leuchtend grün und schimmert blau bis violett. Die Farbe wird allerdings durch einen Flaum aus gelb-braunen Härchen teilweise abgedeckt. Die seitlichen Streifen sind nur schwach ausgeprägt und sind teilweise kaum sichtbar. Während die Basis der Femora bräunlich ist, ist der Rest der Beine schwarz. Die Hinterflügel messen 35 bis 40 Millimeter. Die Flügel sind durchsichtig und sind manchmal an der Basis leicht gelblich.
Im gelblichen Gesicht sind die Oberseite der Stirn (Frons) und der Scheitel (Vertex) metallisch blau. Der Hinterkopf (Occiput) ist braun und das Labrum grünlich schwarz.

### Bau der Larve
Die dunkle bis hellbraune Larve misst zwischen 23 und 25 Millimetern und wird an der breitesten Stelle, dem sechsten Segment, acht bis neun Millimeter breit. Dorsalhaken finden sich auf den Segmenten fünf bzw. sechs mit neun und seitliche Dornen finden sich auf dem achten und neunten Segment. Die hinteren Ränder der Segmente sind mit einem Saum Härchen besetzt; sonst ist das Abdomen unbehaart. Die Hinterflügelscheide reicht bis zur Mitte des sechsten Segmentes.
Die Femora des hinteren Beinpaares messen 7 bis 7,3 Millimeter, die hinteren Tibien messen 7,6 bis 8,5 Millimeter. 
Der sechseinhalb Millimeter breite Kopf ist nur circa dreieinviertel Millimeter lang. Während der Hinterrand des Kopfes nahezu gerade ist, sind die Ecken des Occiputs, sowie die Seiten des Kopfes gerundet. Das Gelenk der Unterlippe (Labium) reicht bis zu den Coxae des mittleren Beinpaares. Auf dem ungefähr so langem wie breitem Mentum befinden sich elf oder zwölf Härchen.

## Lebensweise
In den ersten Wochen nach dem Schlupf, fliegen die Imagines in ungefähr 10 bis 15 Metern Höhe entlang von Wäldern. Später finden sie dann den Weg zu den Brutgewässern. Dabei handelt es sich um langsam fließende, schattige Flüsse. Dabei variiert die Flughöhe stark mit dem Lichtangebot. Während sie im Schatten knapp über dem Wasser fliegen, bevorzugen sie in der Sonne Höhen um einen Meter über dem Wasser. Oft bleiben sie dabei auch in der Luft stehen.

## Verbreitung und Flugzeit
Die Art lebt im Nordosten der Vereinigten Staaten und im südöstlichen Kanada. Ihr Verbreitungsgebiet reicht bis in die Appalachen. Ihr Habitat sind schattige Stellen entlang langsamer Fließgewässer und an Seen, manchmal auch an Moorseen. Sie fliegt zwischen Juni und September.

## Ähnliche Arten
Die Weibchen ähneln denen von Somatochlora tenebrosa. Im Jugendstadium ähneln sie Somatochlora elongata, mit der Zeit verblassen aber die seitlich auf dem Thorax liegenden hellen Streifen bei Somatochlora williamsoni, während sie bei S. elongata deutlich sichtbar sind.